# 지쿠조군

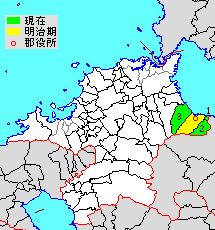
후쿠오카현 지쿠조군위 위치 (1.요시토미정 2.고게정 3.지쿠조정)

지쿠조군(일본어: 築上郡, ちくじょうぐん)은 일본 후쿠오카현 동부의 군이다.
인구 28,769명, 면적 187.77km², 인구밀도 153명/km².(2025년 3월 1일, 추계인구)
이하 3정으로 구성된다.
- 지쿠조정(築上町)
- 요시토미정(吉富町)
- 고게정(上毛町)

## 군역
1896년 행정 구역으로 발족 당시의 군역은 위의 3정에 부젠시를 합친 구역에 해당한다.

## 요약
1896년 쓰이키군(築城郡)·고게군(上毛郡)이 합병해 지쿠조군(築上郡)이 되었는데 군명은 합병 전의 양군의 이름을 합친 것이다. 당시의 군역은 현재의 부젠시의 전역이 포함되어 있었다.
지쿠조 군은 쓰이키군과 고게군을 합병해 성립된 군이기 때문에 서부와 동부의 생활권이 다르다. 옛 쓰이키 군역에 해당하는 서부의 지쿠조정 지역은 기타큐슈시·유쿠하시시의 생활권, 문화권이지만 옛 고게군에 해당하는 동부의 고게정, 요시토미정, 부젠시 지역은 고대에는 미케군으로 불리며 옛 시모게군과 하나였다. 또 요시토미정과 고게정 지역은 에도 시대에는 나카쓰번의 영역이었기 때문에 오이타현 나카쓰시의 생활권, 문화권으로서의 색조가 강하다. 현재에도 오이타현 북부와의 교류가 번성한다. 또 부젠시와 지쿠조 군을 합쳐서 호치쿠 지역으로 부르는 것 외에 그것들과 미야코 지역과 합쳐서 게이치쿠로 부른다.

## 역사
- 1896년

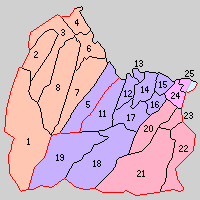
1.가미키이촌 2.시모키이촌 3.쓰이키촌 4.핫타촌 5.스다촌 6.시다촌 7.니시스다촌 8.가쓰라기촌 11.야마다촌 12.하치야정 13.우노시마정 14.지즈카촌 15.미케카도촌 16.구로쓰치촌 17.요코타케촌 18.고가와촌 19.이와야촌 20.니시요시토미촌 21.도모에다촌 22.도바루촌 23.미나미요시토미촌 24.히가시요시토미촌 25.다카하마촌 (하늘색: 나카쓰시 보라: 부젠시 주황: 지쿠조정 분홍: 요시토미정 빨강: 고게정)

  - 4월 1일 - 군제 시행에 따라 쓰이키군·고게군의 구역으로 지쿠조군이 발족. 아래의 정촌이 소속되었다.(2정 21촌)
    - 구 쓰이키군(8촌) - 가미키이촌(上城井村), 시모키이촌(下城井村), 쓰이키촌(築城村), 핫타촌(八津田村)(현 지쿠조정), 스다촌(角田村)(현 부젠시), 시다촌(椎田村), 니시스다촌(西角田村), 가쓰라기촌(葛城村)(현 지쿠조정)
    - 구 구게군(2정 13촌) - 야마다촌(山田村), 하치야정(八屋町), 우노시마정(宇島町), 지즈카촌(千束村), 미케카도촌(三毛門村), 구로쓰치촌(黒土村), 요코타케촌(横武村), 고가와촌(合河村), 이와야촌(岩屋村)(현 부젠시), 니시요시토미촌(西吉富村), 도모에다촌(友枝村), 도바루촌(唐原村), 미나미요시토미촌(南吉富村)(현 고게정), 히가시요시토미촌(東吉富村), 다카하마촌(高浜村)(현 요시토미정)

  - 5월 1일 - 히가시요시토미촌·다카하마촌이 합병하여, 새로이 히가시요시토미촌이 발족.(2정 20촌)
- 1898년 9월 2일 - 시다촌이 정제 시행으로 시다정(椎田町)이 됨.(3정 19촌)
- 1935년 4월 1일 - 우노시마정이 시다정에 편입.(2정 19촌)
- 1942년 5월 19일 - 히가시요시토미촌이 정제 시행으로 요시토미정(吉富町)이 됨.(3정 18촌)
- 1955년
  - 1월 1일 - 시다정·핫타촌·가쓰라기촌·니시스다촌이 합병하여, 새로이 시다정이 발족.(3정 15촌)
  - 3월 1일 - 니시요시토미촌·미나미요시토미촌이 합병하여, 신요시토미촌(新吉富村)이 발족.(3정 14촌)
  - 4월 1일(4정 10촌)
    - 도모에다촌·도바루촌이 합병하여, 다이헤이촌(大平村)이 발족.
    - 쓰이키촌·시모키이촌·가미키이촌이 합병하여, 쓰이키정(築城町)이 발족.

  - 4월 10일 - 하치야정·스다촌·야마다촌·지즈카촌·미케카도촌·구로쓰치촌·요코타케촌·고가와촌·이와야촌이 합병하여, 우노시마시(宇島市)가 발족, 군에서 이탈.(3정 2촌)
- 2005년 10월 11일 - 신요시토미촌·다이헤이촌이 합병하여, 고게정(上毛町)이 발족.(4정)
- 2006년 1월 10일 - 시다정·쓰이키정이 합병하여, 지쿠조정(築上町)이 발족.(3정)